# Juliusz Załęski (1834–1903)
Juliusz Załęski herbu Prus III (ur. 1834 w Rachowie, zm. 16 października 1903 w Przezwodach) – członek Towarzystwa Rolniczego w Królestwie Polskim, naczelnik Cywilnej Organizacji Powstańczej w Sandomierskiem Powstania Styczniowego.
Ziemianin galicyjski, syn pułkownika Feliksa i Gabrieli Kraińskiej herbu Jelita, był właścicielem majątku Przezwody, członkiem Towarzystwa Rolniczego w Królestwie Polskim. W czasie Powstania Styczniowego został  naczelnikiem Cywilnej Organizacji Powstańczej w Sandomierskiem.
Żonaty z Karoliną z hr. Dzieduszyckich (1835-1905), córką Edmunda i Natalii z Niezabitowskich, pozostawił sześcioro dzieci, m.in. Edmunda (1863-1932, rektor UJ) i Gabrielę (1865-1927, zamężna po raz pierwszy z Michałem Jasieńskim, po raz drugi z Józefem Zaleskim).